# 谷山サザンホール
谷山サザンホール（たにやまサザンホール）は鹿児島県鹿児島市谷山中央一丁目にあるコンサートホールである。運営は(公財)かごしま教育文化振興財団が行っている。1989年（平成元年）10月20日に開館。

## ホール
客席の最上段が地上1階であり、舞台は地下に設置されている。そのため、舞台袖と搬入口を結ぶエレベータが存在する。
当ホールが建築物の高さ制限がある住宅地域に建設されたため、このような構造になっている。

### 概要
- 舞台　間口14.4m、奥行き13m、高さ7.2～9m、プロセニアム型式
- 客席　800席
- 車椅子席　6席

### 附属施設
- 親子室
- 楽屋　4部屋

## その他施設
- 練習室
- 第一会議室
- 第二会議室
- 市民ギャラリー
- 和室
- 展示室

## アクセス

### 交通
- JR九州指宿枕崎線　谷山駅より徒歩約5分
- 鹿児島市電　谷山電停より徒歩約10分
- 鹿児島市営バス、鹿児島交通　「谷山支所通り」バス停より徒歩約3分
- 駐車場　74台